# Phystis variegata
Phystis variegata är en fjärilsart som beskrevs av Johannes Karl Max Röber 1914. Phystis variegata ingår i släktet Phystis och familjen praktfjärilar. Inga underarter finns listade i Catalogue of Life.